# Uniform Resource Name

Relacje między URI, a URL i URN

URN (ang. Uniform Resource Name) – ujednolicony format nazw zasobów (głównie książek), składający się z identyfikatora przestrzeni nazw (ang. Namespace IDentifier, NID) i łańcucha (ciągu znaków) specyficznego dla tej przestrzeni nazw (ang. Namespace Specific String, NSS). URN jest częścią URI (ang. Uniform Resource Identifier).

## Opis formatu
URN składa się ze schematu (ang. scheme), który zawsze ma postać urn, dwukropka, identyfikatora przestrzeni nazw (NID) i części właściwej dla tej przestrzeni nazw (NSS):
```
<schemat> : <identyfikatora przestrzeni nazw> : <część właściwa dla tej przestrzeni nazw>
```

czyli w rezultacie:
```
urn: <NID> : <NSS>
```

### Przykłady
urn:isbn:0451450523
urn:ISSN:0167-6423
urn:uuid:6e8bc430-9c3a-11d9-9669-0800200c9a66